# Recessus
Mit einem Recessus (lateinisch, maskulin, Plural Recessūs mit langem u, von re~ „zurück~“ und cedere „weichen“, „gehen“) wird in der Anatomie das „Zurückgehen“ einer Struktur oder ihre Einbiegung, Vertiefung, ihr Winkel, ihre Tasche oder Nische bezeichnet.
Der Recessus suprapatellaris ist eine Ausbuchtung der Kniegelenkkapsel, die sich hinter einer starken Sehne oberhalb der Kniescheibe befindet.